# Bonneviella ingens
Bonneviella ingens är en nässeldjursart som beskrevs av Nutting 1915. Bonneviella ingens ingår i släktet Bonneviella och familjen Bonneviellidae. Inga underarter finns listade i Catalogue of Life.